# David Simon
David Simon (nacido el 16 de agosto de 1960) es un periodista, escritor y productor estadounidense de series de televisión. Trabajó como periodista durante trece años para el periódico The Baltimore Sun. Escribió los libros Homicide: A Year on the Killing Streets y The Corner: A Year in the Life of an Inner-City Neighborhood, este último junto a Ed Burns. El primer libro fue la base de la serie de la NBC, Homicide: Life on the Street, en la que Simon intervino como guionista y productor. Su segundo libro fue adaptado para la televisión por él mismo en la miniserie The Corner de la HBO.
Simon es el creador de la serie de HBO, The Wire, en la que participó como productor ejecutivo, guionista y creador durante cinco temporadas. También adaptó el libro de no ficción Generation Kill en una miniserie que fue emitida por HBO.
Simon es el creador, junto a Eric Overmyer, de la serie Treme de HBO que en diciembre de 2013 finalizó con su cuarta temporada. A la conclusión de Treme, Simon escribió, junto con el periodista William F. Zorzi, la miniserie de la HBO Show Me a Hero.
En mayo de 2023, HBO suspendió su contrato debido a su apoyo a la huelga de guionistas que comenzó el 1 de mayo.

## Biografía
Nacido en Washington, D.C en el seno de una familia judía, asistió al instituto de Bethesda, Bethesda-Chevy Chase High School, en Maryland, donde ya escribía para el periódico escolar, The Tattler. David Simon se graduó en la Universidad de Maryland y como estudiante universitario escribió para el The Diamondback y entabló amistad con David Mills.

### Periodismo
Después de graduarse trabajó como periodista de sucesos en el periódico The Baltimore Sun de 1982 a 1995. Pasó la mayor parte de su carrera cubriendo la sección policial. Un colega afirmó que Simon amaba el periodismo hasta el punto de creer que era «obra de Dios». Simon afirma que al principio era idealista y que fue el Watergate el acontecimiento que lo inspiró para dedicarse al periodismo, pero que se fue volviendo pragmático a medida que ganó experiencia.
Simon era un líder sindicalista cuando los redactores fueron a la huelga en 1987 en protesta por recortes en sus prestaciones sociales. Una vez terminada la huelga Simon se sintió decepcionado y buscó una razón para pasar una temporada lejos del periódico. Planteándose escribir una novela. «Dejé el periodismo porque unos hijos de puta compraron mi periódico y dejó de ser divertido».
En una entrevista en Reason en 2004, Simon dijo que desde que dejó el periódico se ha vuelto cada vez más cínico sobre el poder del periodismo. «Uno de los aspectos tristes del periodismo contemporáneo es que realmente importa poco. El mundo actual es casi inmune al poder del periodismo. El buen periodismo era capaz de indignar a la gente. Y la gente cada vez es menos propensa a indignarse.» «Cada vez estoy más convencido de la incapacidad del periodismo para fomentar ningún cambio significativo. Era dudoso cuando yo ejercía el periodismo, pero ahora creo que es claramente ineficaz.»

### Televisión

#### Treme
Simon colaboró con Eric Overmyer otra vez en Treme, un proyecto sobre músicos en Nueva Orleans después del Katrina. Overmyer vive parte de su tiempo en Nueva Orleans y Simon creía que su experiencia sería valiosa para contar algunas historias de la ciudad. Simon también consultó con personas nativas de Nueva Orleans como Donald Harrison Jr., Kermit Ruffins y Davis Rogan mientras desarrollaba la serie. Se trata de un proyecto de menor alcance y más íntimo que  The Wire . Se centra en un vecindario de clase trabajadora de la ciudad. La serie se estrenó el 11 de abril de 2010 en HBO y tuvo cuatro temporadas.
Treme es el nombre de un barrio de Nueva Orleans en el que viven muchos músicos. La serie va más allá del mundo de la música en la ciudad, para adentrarse también en la corrupción política, la controversia sobre la vivienda pública, el sistema penal, los enfrentamientos entre la policía y los indios del carnaval en el Mardi Gras y la lucha para tratar de recuperar el turismo después de la tormenta. La serie se rodó en escenarios originales de la ciudad y se esperaba que fuera un revulsivo para su economía. Simon combinó para el reparto a muchos de los actores de The Wire con actores locales. Wendell Pierce, que había interpretado a Bunk Moreland en The Wire, en uno de los principales protagonistas de la serie. Clarke Peters, también de The Wire, es otro de sus protagonistas y muchos otros actores de la serie, pasan por Treme, como Steve Earle, Jim True-Frost, James Ransone y Anwan Glover.

## Filmografía

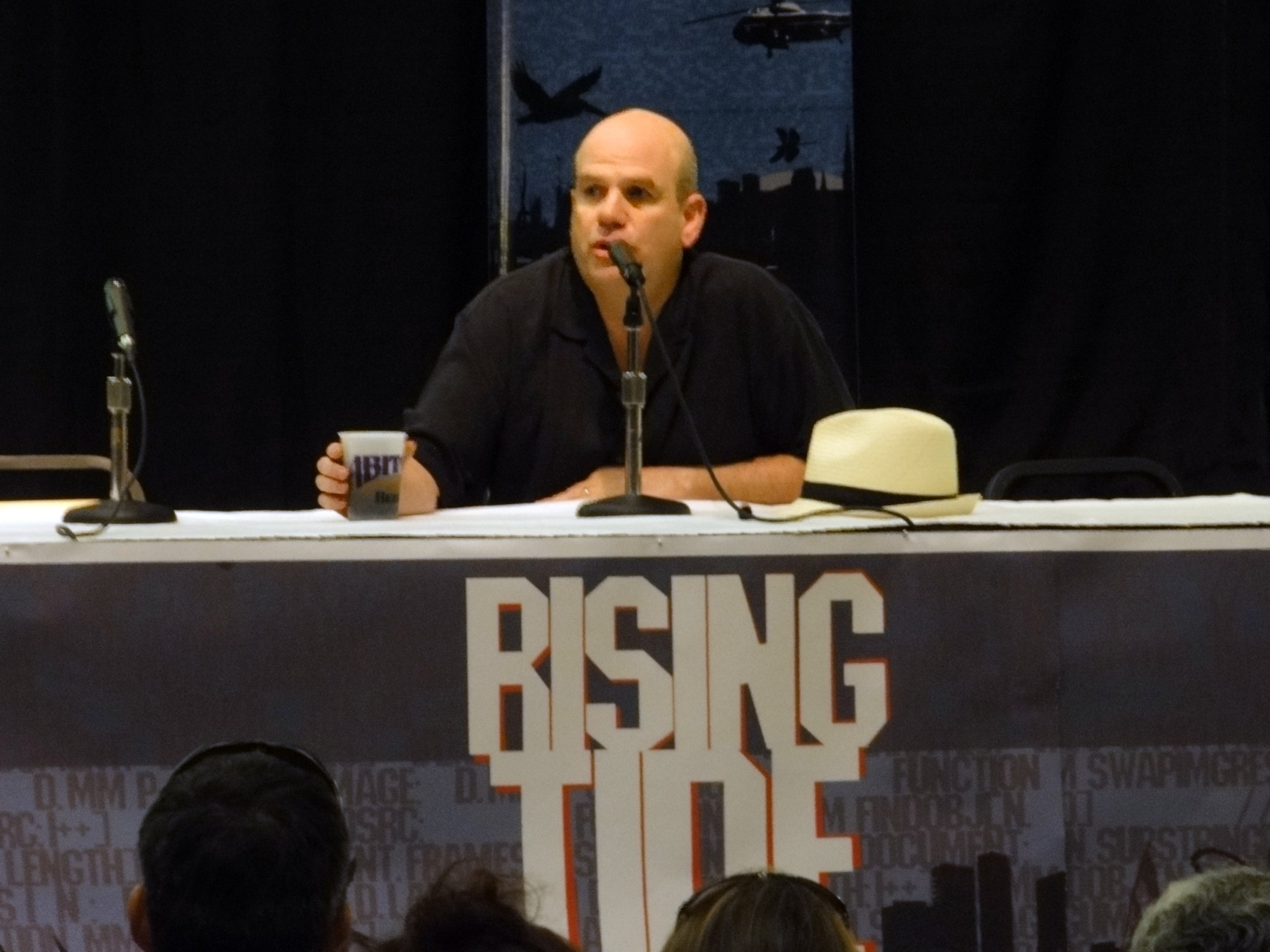
Simon en una conferencia en Nueva Orleans

### Productor
| Año         | Show                     | Papel               | Notas                   |
| ----------- | ------------------------ | ------------------- | ----------------------- |
| 2022        | We Own This City         | Productor ejecutivo |                         |
| 2020        | The Plot Against America | Productor ejecutivo |                         |
| 2017        | The Deuce                | Productor ejecutivo | Temporada 1 Temporada 2 |
| 2015        | Show Me a Hero           | Productor ejecutivo |                         |
| 2013        | Treme                    | Productor ejecutivo | Temporada 4             |
| 2012        | Treme                    | Productor ejecutivo | Temporada 3             |
| 2011        | Treme                    | Productor ejecutivo | Temporada 2             |
| 2010        | Treme                    | Productor ejecutivo | Temporada 1             |
| 2008        | Generation Kill          | Productor ejecutivo |                         |
| 2008        | The Wire                 | Productor ejecutivo | Temporada 5             |
| 2006        | The Wire                 | Productor ejecutivo | Temporada 4             |
| 2004        | The Wire                 | Productor ejecutivo | Temporada 3             |
| 2003        | The Wire                 | Productor ejecutivo | Temporada 2             |
| 2002        | The Wire                 | Productor ejecutivo | Temporada 1             |
| 2000        | The Corner               | Productor ejecutivo |                         |
| 1999        | Homicide                 | Productor           | Temporada 7             |
| 1998        | Homicide                 | Productor           | Temporada 7             |
| Temporada 6 | Homicide                 | Productor           |                         |
| 1997        | Homicide                 | Productor           |                         |
| Editor      | Homicide                 | Temporada 5         |                         |
| Editor      | Homicide                 | Temporada 5         | 1996                    |

### Guionista
| Año  | Show                         | Temporada | Título del episodio          | Episodio | Notas                                                                                             |
| ---- | ---------------------------- | --------- | ---------------------------- | -------- | ------------------------------------------------------------------------------------------------- |
| 2008 | Generation Kill              | 1         | "Bombs in the Garden"        | 7        | Historia y guion                                                                                  |
| 2008 | Generation Kill              | 1         | "Stay Frosty"                | 6        | Historia                                                                                          |
| 2008 | Generation Kill              | 1         | "A Burning Dog"              | 5        | Historia                                                                                          |
| 2008 | Generation Kill              | 1         | "Combat Jack"                | 4        | Historia y guion                                                                                  |
| 2008 | Generation Kill              | 1         | "Screwby"                    | 3        | Historia                                                                                          |
| 2008 | Generation Kill              | 1         | "The Cradle of Civilization" | 2        | Historia                                                                                          |
| 2008 | Generation Kill              | 1         | "Get Some"                   | 1        | Escritor                                                                                          |
| 2008 | The Wire                     | 5         | "-30-"                       | 10       | Historia y guion                                                                                  |
| 2008 | The Wire                     | 5         | "Late Editions"              | 9        | Historia                                                                                          |
| 2008 | The Wire                     | 5         | "Clarifications"             | 8        | Historia                                                                                          |
| 2008 | The Wire                     | 5         | "Took"                       | 7        | Historia                                                                                          |
| 2008 | The Wire                     | 5         | "The Dickensian Aspect"      | 6        | Historia                                                                                          |
| 2008 | The Wire                     | 5         | "React Quotes"               | 5        | Historia                                                                                          |
| 2008 | The Wire                     | 5         | "Transitions"                | 4        | Historia                                                                                          |
| 2008 | The Wire                     | 5         | "Not For Attribution"        | 3        | Historia                                                                                          |
| 2008 | The Wire                     | 5         | "Unconfirmed Reports"        | 2        | Historia                                                                                          |
| 2008 | The Wire                     | 5         | "More with Less"             | 1        | Historia y guion                                                                                  |
| 2006 | The Wire                     | 4         | "Final Grades"               | 13       | Historia y guion                                                                                  |
| 2006 | The Wire                     | 4         | "A New Day"                  | 11       | Historia                                                                                          |
| 2006 | The Wire                     | 4         | "Alliances"                  | 5        | Historia                                                                                          |
| 2006 | The Wire                     | 4         | "Boys of Summer"             | 1        | Historia y guion                                                                                  |
| 2004 | The Wire                     | 3         | "Mission Accomplished"       | 12       | Historia y guion                                                                                  |
| 2004 | The Wire                     | 3         | "Middle Ground"              | 11       | Historia                                                                                          |
| 2004 | The Wire                     | 3         | "Reformation"                | 10       | Historia                                                                                          |
| 2004 | The Wire                     | 3         | "Slapstick"                  | 9        | Historia y guion                                                                                  |
| 2004 | The Wire                     | 3         | "Moral Midgetry"             | 8        | Historia                                                                                          |
| 2004 | The Wire                     | 3         | "Back Burners"               | 7        | Historia                                                                                          |
| 2004 | The Wire                     | 3         | "Homecoming"                 | 6        | Historia                                                                                          |
| 2004 | The Wire                     | 3         | "Straight y True"            | 5        | Historia                                                                                          |
| 2004 | The Wire                     | 3         | "Hamsterdam"                 | 4        | Historia                                                                                          |
| 2004 | The Wire                     | 3         | "Dead Soldiers"              | 3        | Historia                                                                                          |
| 2004 | The Wire                     | 3         | "All Due Respect"            | 2        | Historia                                                                                          |
| 2004 | The Wire                     | 3         | "Time After Time"            | 1        | Historia y guion                                                                                  |
| 2003 | The Wire                     | 2         | "Port in a Storm"            | 12       | Historia y guion                                                                                  |
| 2003 | The Wire                     | 2         | "Bad Dreams"                 | 11       | Historia                                                                                          |
| 2003 | The Wire                     | 2         | "Storm Warnings"             | 10       | Historia                                                                                          |
| 2003 | The Wire                     | 2         | "Stray Rounds"               | 9        | Historia y guion                                                                                  |
| 2003 | The Wire                     | 2         | "Duck y Cover"               | 8        | Historia                                                                                          |
| 2003 | The Wire                     | 2         | "Backwash"                   | 7        | Historia                                                                                          |
| 2003 | The Wire                     | 2         | "All Prologue"               | 6        | Historia y guion                                                                                  |
| 2003 | The Wire                     | 2         | "Undertow"                   | 5        | Historia                                                                                          |
| 2003 | The Wire                     | 2         | "Hard Cases"                 | 4        | Historia                                                                                          |
| 2003 | The Wire                     | 2         | "Hot Shots"                  | 3        | Historia y guion                                                                                  |
| 2003 | The Wire                     | 2         | "Collateral Damage"          | 2        | Historia y guion                                                                                  |
| 2003 | The Wire                     | 2         | "Ebb Tide"                   | 1        | Historia y guion                                                                                  |
| 2002 | The Wire                     | 1         | "Sentencing"                 | 13       | Escritor                                                                                          |
| 2002 | The Wire                     | 1         | "Cleaning Up"                | 12       | Historia                                                                                          |
| 2002 | The Wire                     | 1         | "The Hunt"                   | 11       | Historia                                                                                          |
| 2002 | The Wire                     | 1         | "The Cost"                   | 10       | Historia y guion                                                                                  |
| 2002 | The Wire                     | 1         | "Game Day"                   | 9        | Historia                                                                                          |
| 2002 | The Wire                     | 1         | "Lessons"                    | 8        | Historia y guion                                                                                  |
| 2002 | The Wire                     | 1         | "One Arrest"                 | 7        | Historia                                                                                          |
| 2002 | The Wire                     | 1         | "The Wire"                   | 6        | Historia y guion                                                                                  |
| 2002 | The Wire                     | 1         | "The Pager"                  | 5        | Historia                                                                                          |
| 2002 | The Wire                     | 1         | "Old Cases"                  | 4        | Historia y guion                                                                                  |
| 2002 | The Wire                     | 1         | "The Buys"                   | 3        | Historia y guion                                                                                  |
| 2002 | The Wire                     | 1         | "The Detail"                 | 2        | Historia y guion                                                                                  |
| 2002 | The Wire                     | 1         | "The Target"                 | 1        | Historia y guion                                                                                  |
| 2000 | The Corner                   | 1         | "Everyman's Blues"           | 6        |                                                                                                   |
| 2000 | The Corner                   | 1         | "Corner Boy's Blues"         | 5        |                                                                                                   |
| 2000 | The Corner                   | 1         | "Dope Fiend Blues"           | 4        |                                                                                                   |
| 2000 | The Corner                   | 1         | "DeYre's Blues"              | 2        |                                                                                                   |
| 2000 | The Corner                   | 1         | "Gary's Blues"               | 1        |                                                                                                   |
| 1999 | Homicide: Life on the Street | 7         | "Self Defense"               | 18       | Historia                                                                                          |
| 1999 | Homicide: Life on the Street | 7         | "Sideshow: Part 2"           | 15       | Escritor                                                                                          |
| 1999 | Homicide: Life on the Street | 7         | "The Same Coin"              | 12       | Guion de Sharon Guskin a partir de una idea de Simon y James Yoshimura                            |
| 1999 | Homicide: Life on the Street | 7         | "Shades of Gray"             | 10       | Guion de T. J. English a partir de una idea de Simon y Julie Martin                               |
| 1998 | Homicide: Life on the Street | 6         | "Finnegan's Wake"            | 21       | Guion de David Mills a partir de una idea de Simon y James Yoshimura                              |
| 1998 | Homicide: Life on the Street | 6         | "Full Court Press"           | 18       | Guion de Phillip B. Epstein a partir de una idea de Simon                                         |
| 1997 | Homicide: Life on the Street | 6         | "Blood Ties: Part 3"         | 3        | Guion de Simon y Anya Epstein a partir de una idea de Tom Fontana, Julie Martin y James Yoshimura |
| 1997 | Homicide: Life on the Street | 6         | "Blood Ties: Part 2"         | 2        | Guion de Simon a partir de una idea de Tom Fontana y James Yoshimura                              |
| 1997 | Homicide: Life on the Street | 5         | "Wu's on First?"             | 15       | Guion de Simon y Anya Epstein a partir de una idea de Julie Martin y James Yoshimura              |
| 1996 | Homicide: Life on the Street | 5         | "Bad Medicine"               | 4        | Guion de Simon a partir de una idea de Tom Fontana y Julie Martin                                 |
| 1996 | Homicide: Life on the Street | 4         | "Scene of the Crime"         | 18       | Guion de Simon y Anya Epstein a partir de una idea de Tom Fontana, Henry Bromell y Barry Levinson |
| 1996 | Homicide: Life on the Street | 4         | "Justice: Part 2"            | 14       | Guion de Simon a partir de una idea de Tom Fontana y Henry Bromell                                |
| 1996 | NYPD Blue                    | 3         | "Hollie y the Blowfish"      | 17       | Guion de Simon, Historia by Simon y Bill Clark                                                    |
| 1994 | Homicide: Life on the Street | 2         | "Bop Gun"                    | 1        | Guion de Simon y David Mills a partir de una idea de Tom Fontana                                  |